# Adam Colton
Adam James Colton es un escultor y pintor británico, nacido el 21 de abril de 1957 en Mánchester, Inglaterra y residente en la ciudad de Ámsterdam en los Países Bajos.

## Datos biográficos
Adam James Colton nació en la ciudad de Mánchester y estudió desde 1975 a 1980 en la Camberwell School of Arts and Crafts de Londres. Completó su formación en la Politécnica de Mánchester entre 1980 y 1981. Se instaló en los Países Bajos y continuó sus estudios en Ateliers '63 en Haarlem. Colton obtuvo en 1987 el Premio Charlotte van Pallandt para jóvenes escultores y en 1991 el Premio Sandberg del Fondo a las Artes de Ámsterdam.
En 1996, Adam Colton realizó una escultura sin título, que forma parte del proyecto Sokkelplan de La Haya.
El artista vive y trabaja en Ámsterdam . 

## Obras (selección)
- Fontein (1991), fuente en Ámsterdam
- Mojo No. 4 (1992), Escuela infantil Anton van Duinkerkenpad , Smitsstraat 29, Bergen op Zoom
 51°29′41″N 4°18′47″E / 51.49472, 4.31306

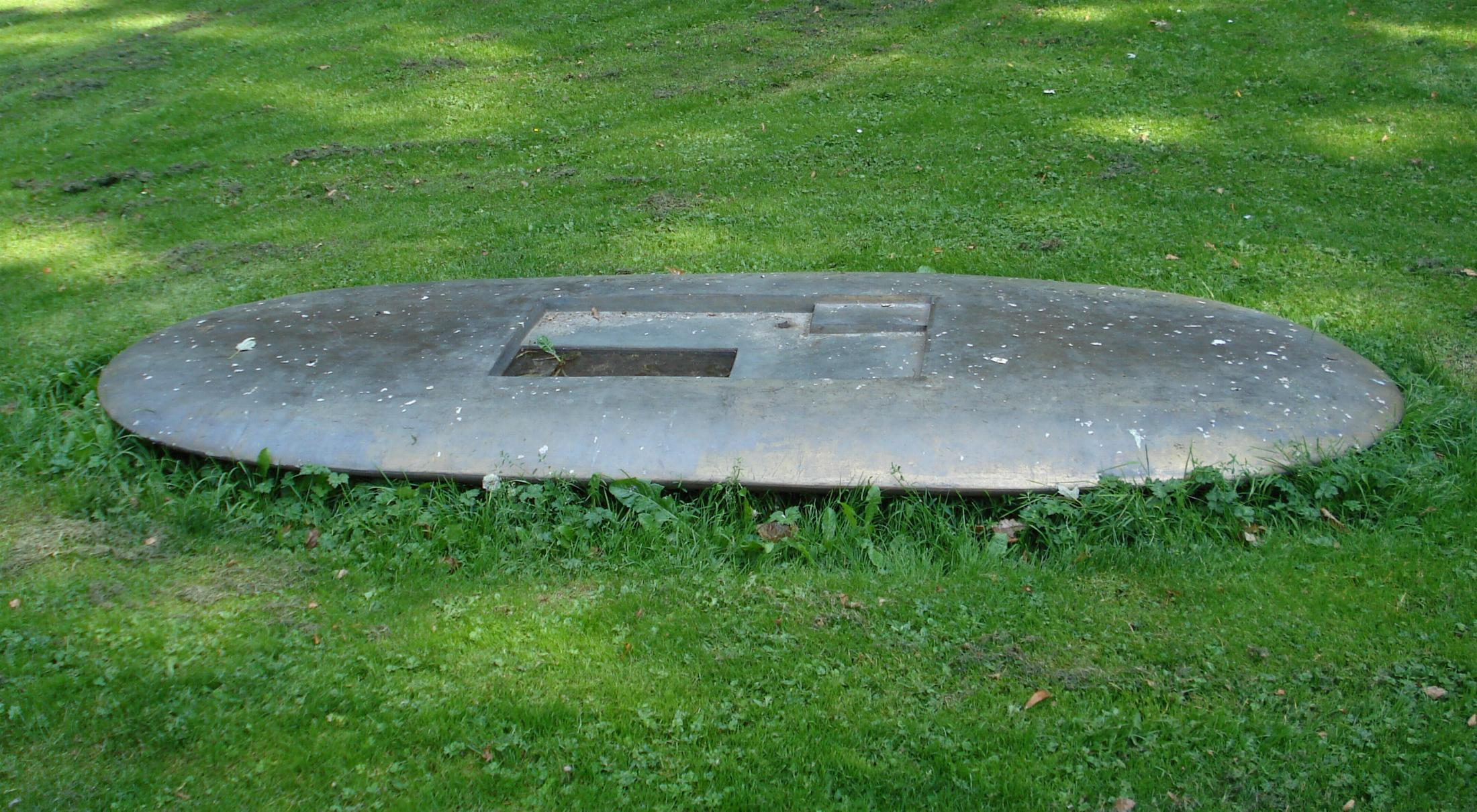
Pulsar para ampliar.

- Benches - bancos (1994), Hanzelaan en Zwolle 
52°30′7″N 6°5′45″E / 52.50194, 6.09583

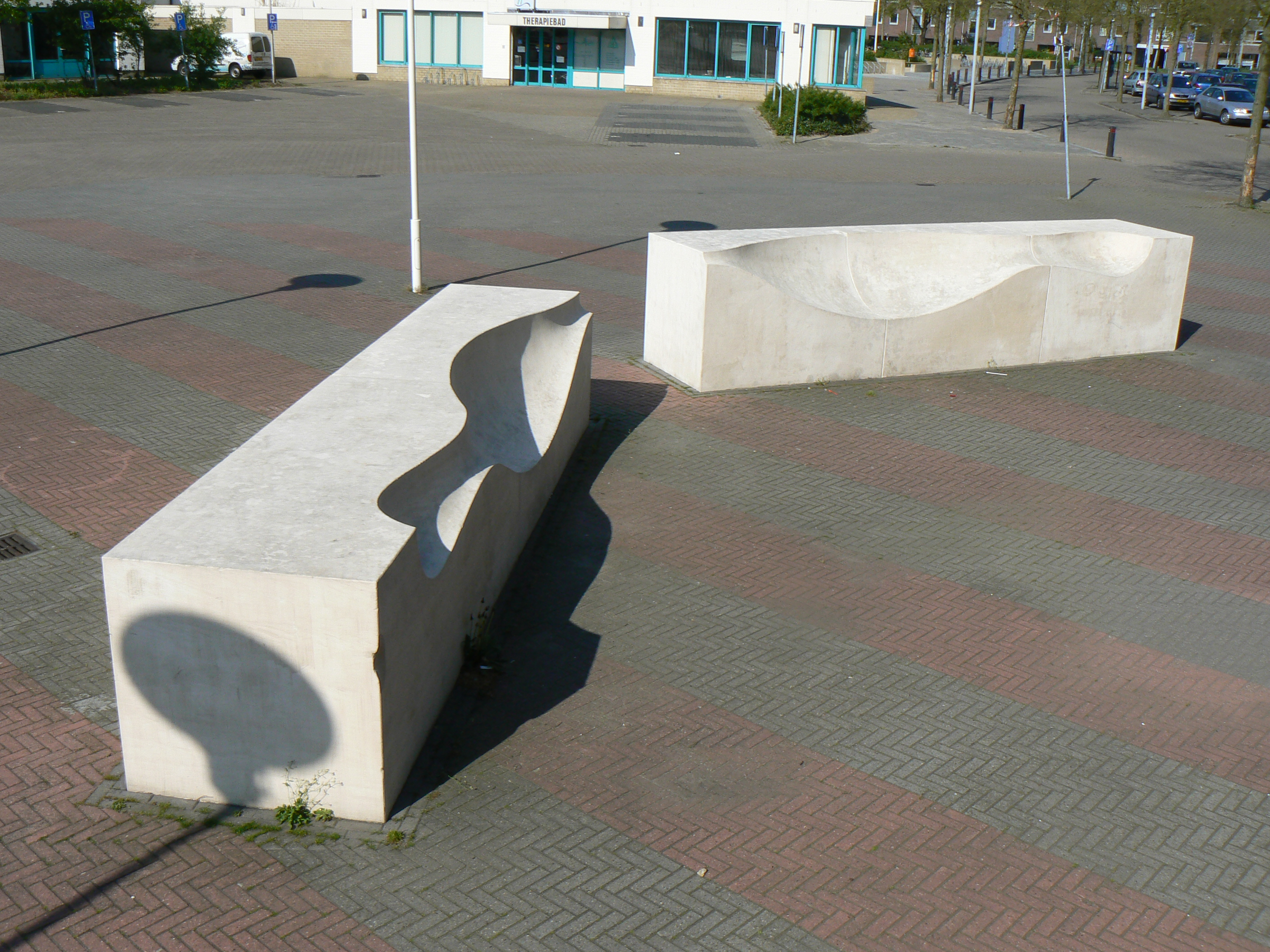
Pulsar para ampliar.

- Z.T. (sin título) (1996) , La Haya , dentro del proyecto Sokkelplan.[2] 
52°4′40.78″N 4°18′52.97″E / 52.0779944, 4.3147139

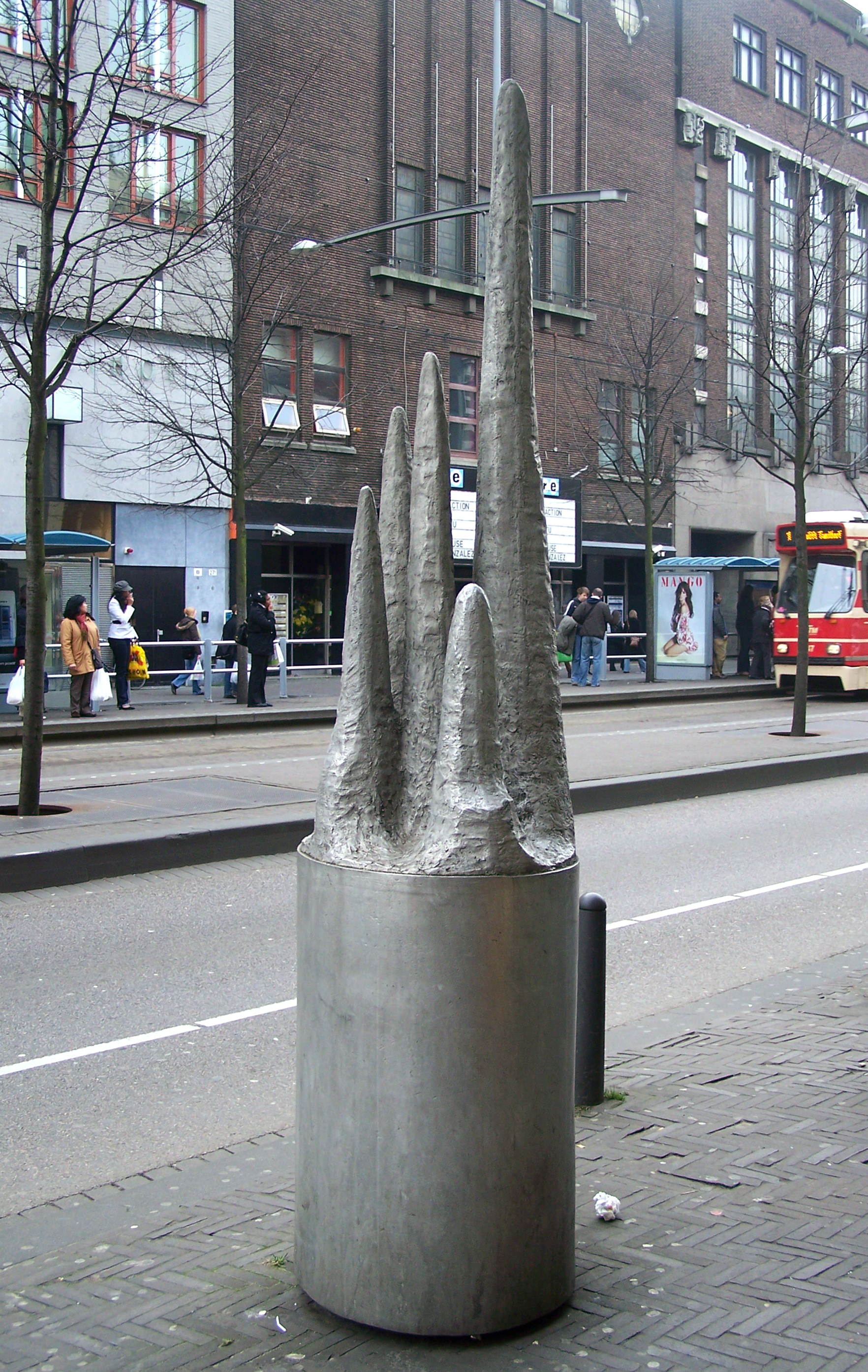
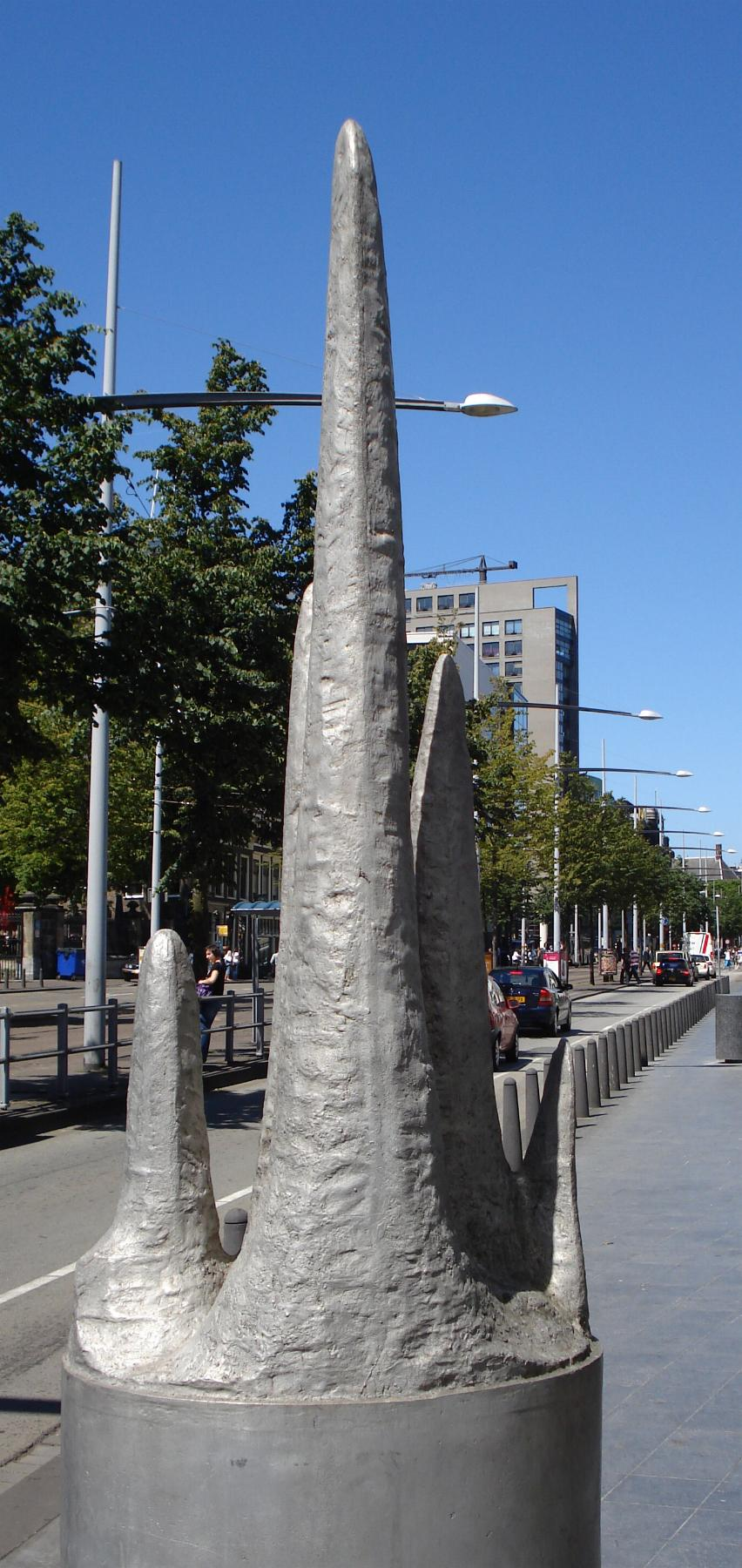
Pulsar para ampliar.

- De verzonken stad - La ciudad sumergida (1996), en el Veluwemeer del Knardijk en Harderwijk
- Blob and Bone (2002), Escultura del Museo Kröller-Müller en Otterlo 
52°5′43″N 5°49′17″E / 52.09528, 5.82139

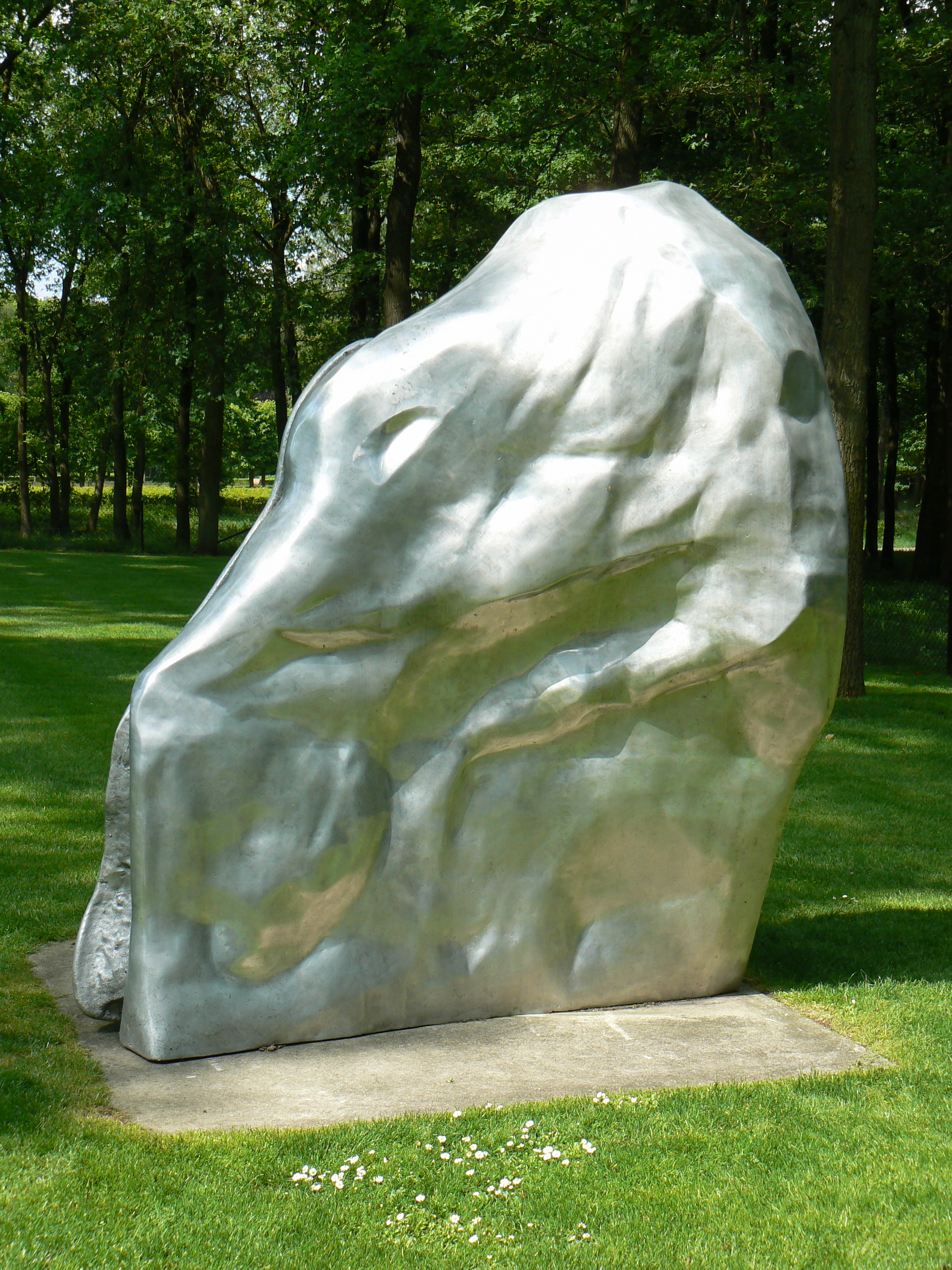
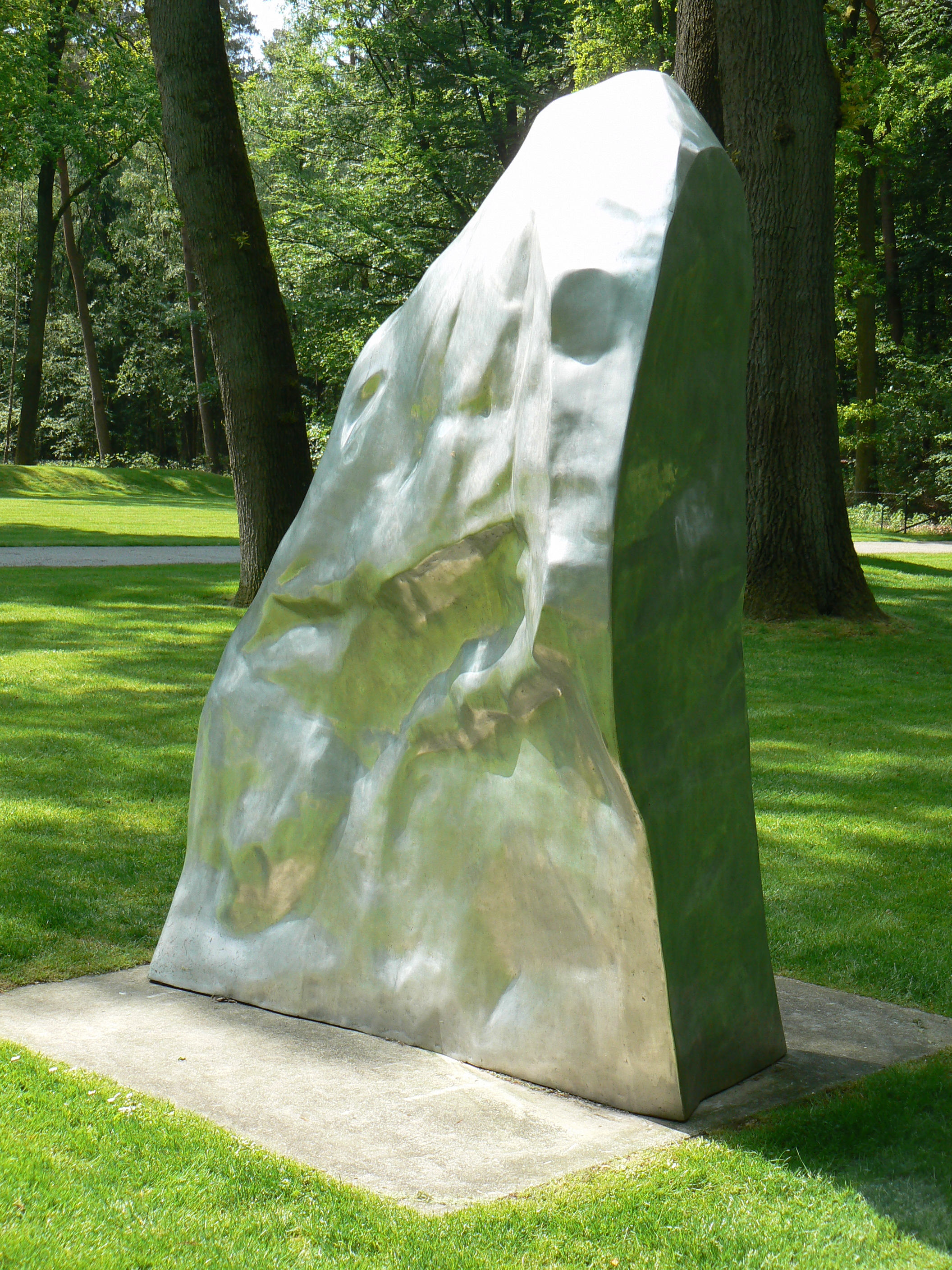
Pulsar para ampliar.

- Het landschap van Best - El paisaje de Best(2005),[3] Dopveldenpad/Moerveldenpad en Best
- Love arises from the foam - El amor nace de la espuma(2008), colección Museum Boijmans Van Beuningen en Róterdam
- Canyons of your Mind - Cañones de tu mente (2009) en Wave No. 2 (2009), colección del Museo Kröller-Müller en Otterlo
- Back to the Bone, colección del Museo de Arte Moderno de Arnhem en Arnhem
- Shrubberies - Arbustos,[4] De Jutters, del Centro de Psiquiatría del Niño y del Adolescente de la Monsterseweg en La Haya